# NXT North American Championship
NXT North American Championship (em português, Campeonato Norte-Americano do NXT) é um campeonato de luta profissional criado e promovido pela promoção americana WWE. É defendido principalmente como o campeonato masculino secundário da divisão de marca NXT, o território de desenvolvimento da promoção. O atual campeão é Ethan Page, que está em seu primeiro reinado. Ele conquistou o título ao derrotar Ricky Saints no episódio de 27 de maio de 2025 do NXT.
O campeonato foi apresentado durante as gravações do NXT em 7 de março de 2018 (exibido em 28 de março) e o campeão inaugural foi Adam Cole. Na época, o NXT ainda era considerado um território de desenvolvimento para a WWE. Em setembro de 2019, a empresa começou a promover o NXT como sua "terceira marca" quando o programa de televisão NXT foi transferido para a USA Network. Dois anos depois, no entanto, o NXT voltou à sua função original como marca de desenvolvimento da WWE. Em janeiro de 2022, o Campeonato Peso Cruzador do NXT foi unificado no Campeonato Norte-Americano.
O título é distinto do Campeonato Norte-Americano dos Pesos Pesados da WWF, pois não carrega a linhagem do título anterior, que foi disputado de 1979 a 1981.

## História

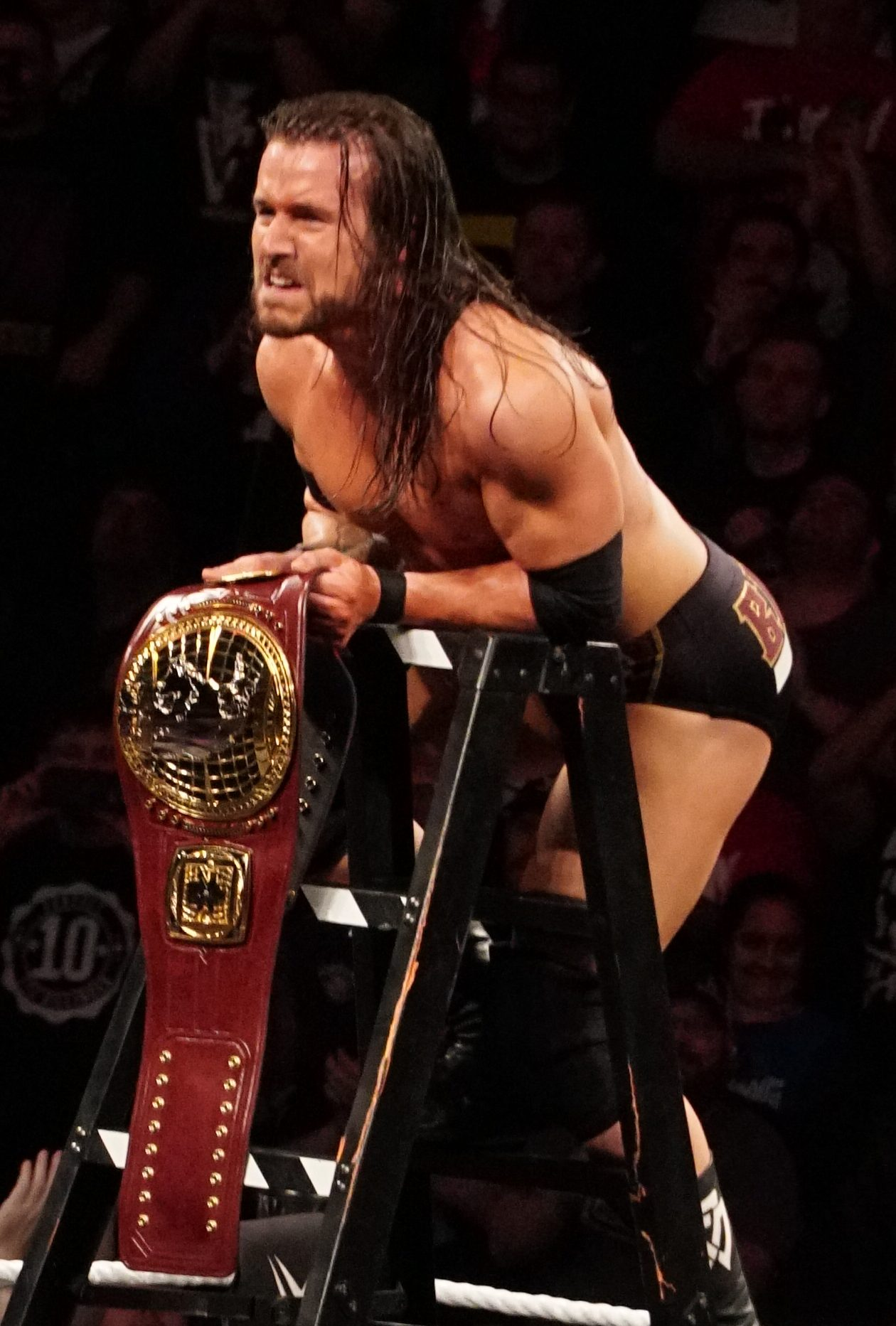
Primeiro campeão Adam Cole depois de vencer a partida inaugural do campeonato

Em junho de 2012, a WWE estabeleceu o NXT como seu território de desenvolvimento, substituindo o Florida Championship Wrestling (FCW). Só em 2018, porém, foi estabelecido um campeonato secundário para a marca. Durante as gravações de 7 de março de 2018 do NXT (exibido em 28 de março), o gerente geral William Regal anunciou uma luta de escadas no NXT TakeOver: New Orleans para determinar o primeiro Campeão Norte-Americano do NXT. Mais tarde naquela noite, EC3, Killian Dain, Adam Cole, Ricochet, Lars Sullivan e Velveteen Dream foram anunciados como os participantes da partida. No evento, Cole venceu a partida para se tornar o campeão inaugural.
Embora o NXT tenha sido originalmente estabelecido como o território de desenvolvimento da WWE, o Campeonato Norte-Americano do NXT foi introduzido no meio do NXT, estabelecendo-se como a terceira maior marca da WWE. Isso se tornou oficial quando o NXT foi transferido para a USA Network em setembro de 2019, tornando o Campeonato Norte-Americano do NXT um terceiro título secundário para a WWE, junto com o Campeonato Intercontinental e o Campeonato dos Estados Unidos da WWE. Em setembro de 2021, no entanto, NXT voltou a ser a marca de desenvolvimento da WWE.
Em janeiro de 2022, o Campeonato Peso Cruzador do NXT foi unificado no Campeonato Norte-Americano. No episódio especial New Year's Evil do NXT 2.0 em 4 de janeiro de 2022, o atual Campeão Norte-Americano Carmelo Hayes derrotou o Campeão Peso Cruzador Roderick Strong. O Campeonato Peso Cruzador foi retirado com Hayes avançando como Campeão Norte-Americano.
O título foi defendido no elenco principal pela primeira vez quando o campeão Solo Sikoa, que havia sido promovido ao SmackDown pouco antes de ganhar o título, o defendeu em 16 de setembro de 2022, episódio do SmackDown contra Madcap Moss.

## Design do título
O cinturão do campeonato foi revelado pelo executivo da WWE e chefe do NXT Triple H em 3 de abril de 2018. Com três placas de ouro em uma pulseira de couro marrom grossa, a placa central arredondada apresenta um globo que mostra apenas o continente da América do Norte. O banner acima do globo diz "North American" e acima do banner está o logotipo do NXT. O banner inferior na parte inferior do globo diz "Champion". No que se tornou uma característica proeminente dos cinturões do campeonato da WWE, as duas placas laterais apresentam uma seção central removível que pode ser personalizada com os logotipos do campeão; as placas laterais padrão apresentam um logotipo NXT vertical em um globo. Este foi o primeiro título secundário da WWE a apresentar placas laterais personalizáveis. Foi o único campeonato NXT a apresentar o logotipo NXT para as placas laterais padrão até a introdução do Campeonato de Duplas Femininas do NXT em 2021; os outros campeonatos NXT apresentam o logotipo da WWE.
O design do título foi revelado por Triple H em 3 de abril de 2018. Com três placas de ouro em uma grossa correira de couro marrom, a placa central arredondada apresenta um globo que só mostra a América do Norte. O banner acima do globo diz "North American" (norte-americano) e acima do banner está o logotipo do NXT. A faixa inferior do globo indica "Champion" (campeão). As duas placas laterais apresentam uma seção central removível que pode ser personalizada com os logotipos do campeão; as placas laterais padrão tem o logo vertical do NXT em um globo, sendo este o primeiro título secundário da WWE que tem placas laterais removíveis.

## Reinados

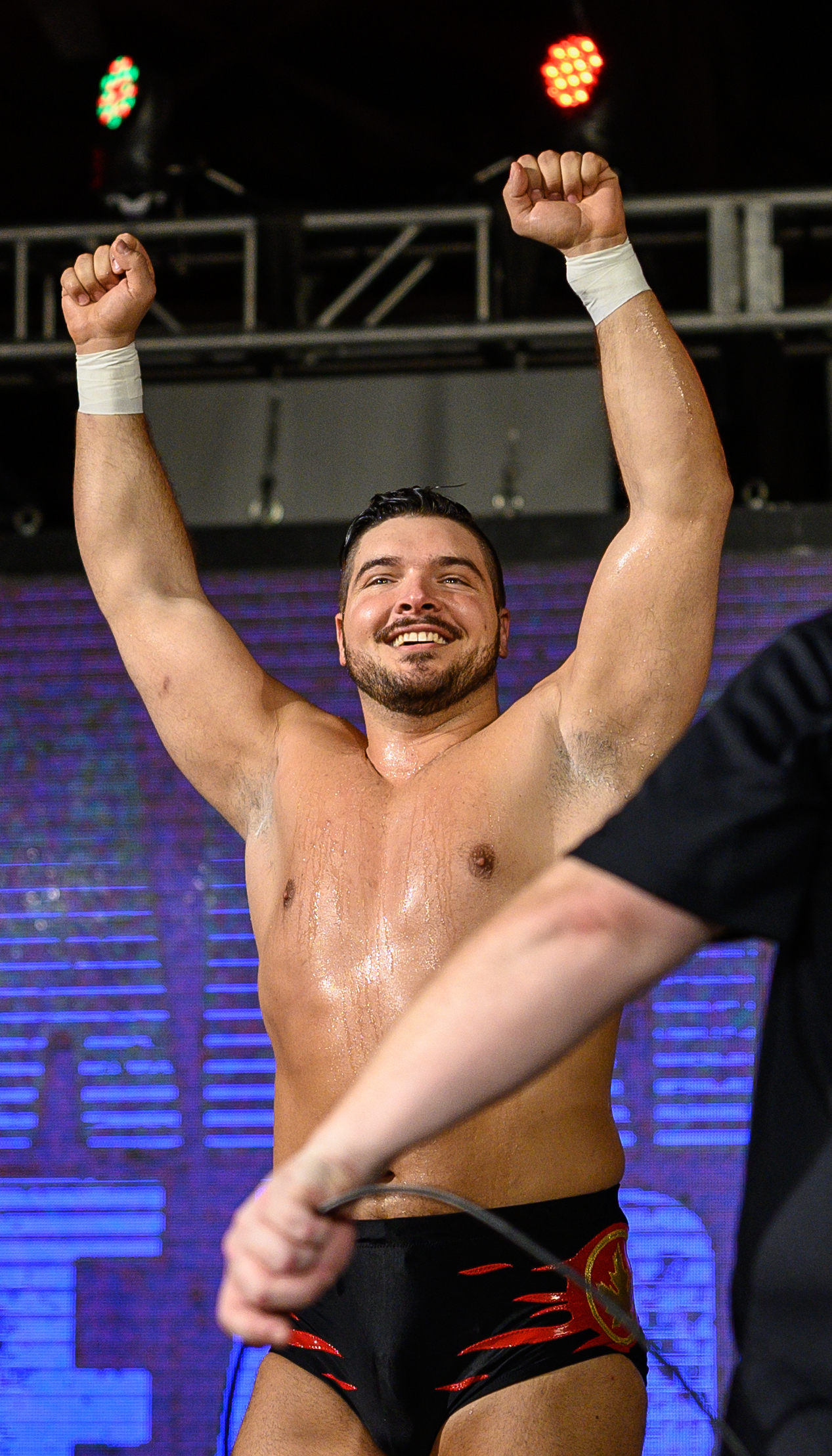
Atual campeão, Ethan Page.

Até 28 de maio de 2025, foram 26 reinados entre 22 campeões e duas ocasiões em que o título ficou vago. O campeão inaugural foi Adam Cole. Oba Femi tem o reinado mais longo como campeão em 273 dias,  enquanto o reinado de Trick Williams é o mais curto, com 3 dias. Carmelo Hayes tem o reinado combinado mais longo, com 273 dias, somando seus dois reinados. Johnny Gargano tem mais reinados em três, com seu primeiro reinado sendo o mais curto em 4 dias (devido ao atraso na fita, no entanto, a WWE reconhece que o primeiro reinado de Gargano durou 25 dias, reconhecendo assim o reinado de Solo Sikoa como o mais curto em 7 dias). Velveteen Dream é o campeão mais jovem com 23 anos, enquanto Shawn Spears é o mais velho com 44.
Ethan Page é o atual campeão em seu primeiro reinado. Ele derrotou Ricky Saints no episódio do NXT em 27 de maio de 2025 em Orlando, Flórida.